# Daniel Petrie
Daniel Petrie (Glace Bay, 26 novembre 1920 – Los Angeles, 22 agosto 2004) è stato un regista canadese.

## Biografia
Nato a Glace Bay in Nuova Scozia, Daniel Petrie era il figlio di Mary Anne Campbell e William Mark Petrie, un produttore di soft drink. Petrie si trasferì nel 1945 negli Stati Uniti.
Uno dei suoi lavori più celebri fu il film Un grappolo di sole (1961), in concorso al festival di Cannes. Fra gli altri suoi film, Buster and Billie (1974), Resurrection (1980), Bronx 41º distretto di polizia (1981) e Cocoon - Il ritorno (1988). 
Petrie morì di cancro all'età di ottantatré anni a Los Angeles. 

## Vita privata
Entrambi i suoi figli, Daniel e Donald, hanno intrapreso la carriera di registi e sceneggiatori. Sua moglie Dorothea G. Petrie è invece una produttrice vincitrice di due Emmy Award.

## Filmografia parziale

### Cinema
- Il letto di spine (The Bramble Bush) (1960)
- Un grappolo di sole (A Raisin in the Sun) (1961)
- La grande attrazione (The Main Attraction) (1962)
- Ore rubate (Stolen Hours) (1963)
- La strada sbagliata (The Idol) (1966)
- La spia dal naso freddo (The Spy with a Cold Nose) (1966)
- Silent Night, Lonely Night (1969) film per la televisione
- L'odissea del Neptune nell'impero sommerso (The Neptune Factor) (1973)
- Il gatto e il topo (Mousey) (1974)
- Il bagnino (Lifeguard) (1976)
- Betsy (The Betsy) (1978)
- Bronx 41º distretto di polizia (Fort Apache the Bronx) (1981)
- Il ragazzo della baia (The Bay Boy) (1984)
- Square Dance - Ritorno a casa (Square Dance) (1984)
- Cocoon - Il ritorno (Cocoon: The Return) (1988)
- Scuola di eroi (Toy Soldiers) (1991)
- Due irresistibili brontoloni (Grumpy Old Men) (1993)
- Lassie - Un vero amico è per sempre (Lassie) (1994)
- The Assistant (1997)

### Televisione
- Le grandi fiabe (Shirley Temple's Storybook) – serie TV, episodio 1x02 (1958)
- Eleanor e Franklin (Eleanor and Franklin) – film TV (1976)
- Sybil – miniserie TV (1976)
- Walter e Henry (Walter and Henry) – film TV (2001)